# قائمة زملاء الجمعية الملكية المنتخبين في 1707
هذه الصفحة تعرض قائمة زملاء الجمعية الملكية المُنتخبين لعام 1707.

## الزملاء
- John Ker, 1st Duke of Roxburghe [الإنجليزية]‏
- جيمس غراهام [الإنجليزية]‏
- Thomas Trevor, 1st Baron Trevor [الإنجليزية]‏
- Thomas Hoy (botanist) [الإنجليزية]‏
- Rowland Holt [الإنجليزية]‏